# ابانا

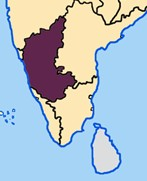
روی نقشه

ابانا (به لاتین: Abbana) یک روستا در هند است که در کارناتاکا واقع شده‌است.